# Forza Street
Forza Street fue un videojuego de carreras desarrollado por Electric Square y publicado por Xbox Game Studios para Microsoft Windows, iOS y Android. Es un spin-off de la serie Forza.
Originalmente, el juego, desarrollado por Electric Square y publicado por Microsoft Studios, fue lanzado exclusivamente para Windows 10 bajo el título "Miami Street" el 8 de mayo de 2018.
Casi un año después, el 15 de abril de 2019 se reeditó nuevamente para Windows con el título Forza Street y estuvo disponible a partir del 5 de mayo de 2020 también para iOS y Android. Durante el desarrollo, también se anunció una versión para Nintendo Switch, pero permaneció inédita.

Forza Street presenta un nuevo modo de juego, manteniendo intactas las bases de la serie: carreras y coleccionismo de autos.

## Trama
El protagonista es un piloto emergente en la escena automovilística de Miami y se enfrentará a cuatro campeones en sus respectivas categorías Street, Muscle, Super y Sports.

## Contenido

### Eventos
El juego siempre presenta el mismo tipo de carrera: cinematográfica y con gameplay muy simple.
Los eventos se dividen en los de carrera (divididos en 3 episodios), los contra rivales, los exclusivos de un coche y los de mejora.

### Coches
Hay varios coches y todos se dividen en las categorías Super, Street, Sports y Muscle. A su vez, en las categorías individuales los coches se dividen en tres tipos: Moderno, Retro y Clásico.
Los coches, entonces, se basan en un sistema de estrellas: cuantas más estrellas haya (hasta un máximo de 5), más personalización estética será posible. Para aumentar el número de estrellas, el mismo coche (duplicado) debe ganarse varias veces en paquetes de cartas o en eventos.
Las actualizaciones de automóviles, por otro lado, se basan en nueve niveles que a su vez se dividen en 5 subniveles. Para actualizar autos, debes completar eventos de actualización o ganar autos duplicados.

## Desarrollo
Se "anunció" por primera vez en E3 2016, cuando Ralph Fulton, director creativo de 'Forza Horizon' 'y Dan Greenawalt, director creativo de la franquicia confirmó que un tercer juego de la serie Forza estaba en producción.
Posteriormente, el juego apareció en Microsoft Store ya en 2018 con el nombre de Miami Street
Siguiendo un enlace "incorrecto" en un Forza Week in Review, un artículo semanal que informa las noticias relacionadas con el mundo de Forza, en el que se anunció el juego, unas semanas después Turn 10 Studios  y Microsoft Game Studios anuncian "Forza Street" y sus nuevos desarrolladores Electric Square.
Con una carta dirigida a los fanáticos del juego, En el sitio oficial de soporte de Forza Street, un miembro de Turn 10 Studios anuncia noticias para el juego y soporte de desarrollo para otro desarrollador, Frima Studio.
El juego entra en una fase beta en Microsoft Windows como Forza Street, antes de finalmente aterrizar en Android y iOS.

## Actualizaciones

### Músculo americano
La primera actualización vio la introducción de cinco nuevos Muscle Cars y tantos eventos para ganarlos.

### McLaren
La segunda actualización introdujo cinco nuevos McLarens y nuevos eventos.

### Alfa Romeo
La tercera actualización trae consigo cinco nuevos Alfa Romeos para agregar a su garaje.

### Hot Wheels
La cuarta actualización viene junto con una carta de Turn 10 Studios en el que el propio Director de Diseño del estudio afirma que se ha incorporado otro equipo de desarrollo al equipo de desarrollo principal, Frima, para mejorar la calidad y frecuencia de los contenidos lanzados. La carta anticipa algunas de las principales innovaciones que llegarán en 2021 con futuras actualizaciones y las principales áreas de enfoque de desarrollo. Como novedad en el juego, encontramos en su lugar tres nuevos Hot Wheels para agregar a su garaje, así como una nueva serie de eventos exclusivos.

### Mercedes-AMG
La quinta actualización introduce algunas características nuevas: el Mercedes-AMG GT-R, que se obtendrá a través de un evento en el juego, y el velocímetro, ahora disponible en todas las carreras.

### Enfrentamiento de los 80
Esta actualización incluye DeLorean DMC-12 y nuevos eventos junto con un nuevo sistema de recompensas diarias.

### Aston Martin
Forza Street presenta 5 nuevos Aston Martins para coleccionar.

### Porsche
La actualización de Porsche ve la introducción del Porsche 996 GT1 en el juego, soluciona un problema de dificultad de carrera y vuelve a agregar el DeLorean a los autos desbloqueables.

## Recepción
Tras su anuncio, "Forza Street" fue muy criticado por su jugabilidad demasiado simplista, su sistema de energía que limita el estilo de juego y el uso de microtransacciones, tanto que los críticos definieron "Street" como una mancha en la marca Forza, por lo demás estuvo bien considerado.